# Katherine Pancol
Pour les articles homonymes, voir Pancol.
Œuvres principales
- Moi d’abord (1979)
- Les Yeux jaunes des crocodiles (2006)
- La Valse lente des tortues (2008)
- Les écureuils de Central Park sont tristes le lundi (2010)
- Trilogie Muchachas (2014)
- Trois baisers (2019)

Katherine Pancol, née le 22 octobre 1954 à Casablanca au Maroc, est une journaliste et romancière française.

## Biographie
Katherine Pancol naît au Maroc où son père, ingénieur, construit des barrages et des immeubles ; sa mère est institutrice. Elle a 5 ans quand ses parents s'installent à Paris. Après la séparation de ses parents, elle suit les pérégrinations de sa mère qui lui fait la classe. Lisant beaucoup, elle n'intègre l'école qu'au CM1. Elle décroche son baccalauréat à 16 ans, puis suit des études classiques. Elle s'inscrit en fac de lettres à Nanterre, en licence, puis en maîtrise et doctorat de lettres modernes. En 1973, elle coécrit pour la chanteuse Sheila, avec Claude Carrère, producteur de cette dernière, le texte de la chanson Mélancolie, qui est l'adaptation de Melody Lady du groupe Sunshine, et qui obtient un important succès au hit-parade. En 1974, elle est professeur de français et latin à Lausanne.
Après divers petits boulots, à 20 ans, elle devient journaliste et entre à Paris Match puis à Cosmopolitan, après une rencontre avec Juliette Boisriveaud, rédactrice en chef du journal. C'est alors que la maison d'édition Robert Laffont la remarque et lui demande d'écrire un roman.
Ce sera Moi d’abord, en 1979, son premier roman, mais aussi son premier succès. 300 000 exemplaires sont vendus. Sa vie change. Pour ne pas perdre la tête, elle part vivre à New York et y passe huit ans. Elle suit des cours d’écriture créative à l’université Columbia et écrit son deuxième roman, La Barbare, en 1981, puis Scarlett si possible (1985) et Les Hommes cruels ne courent pas les rues (1990). Après avoir vécu pendant huit ans avec Pierre Lescure, elle épouse en 1987, Pierre Pichot de Champfleury, rencontré à New York, avec qui elle a deux enfants nés en 1987 et 1989. Parallèlement, elle travaille pour Le Journal du dimanche, Elle et Paris Match où elle alterne chroniques, reportages et interviews, notamment avec des personnalités comme Ronald Reagan, Jacques Chirac, Johnny Hallyday et Louise Brooks.
Elle divorce, rentre en France en 1991 et continue d'écrire : Vu de l'extérieur, Une si belle image, Encore une danse, J'étais là avant, Et monter lentement dans un immense amour, Un homme à distance, Embrassez-moi.

### La famille Cortès

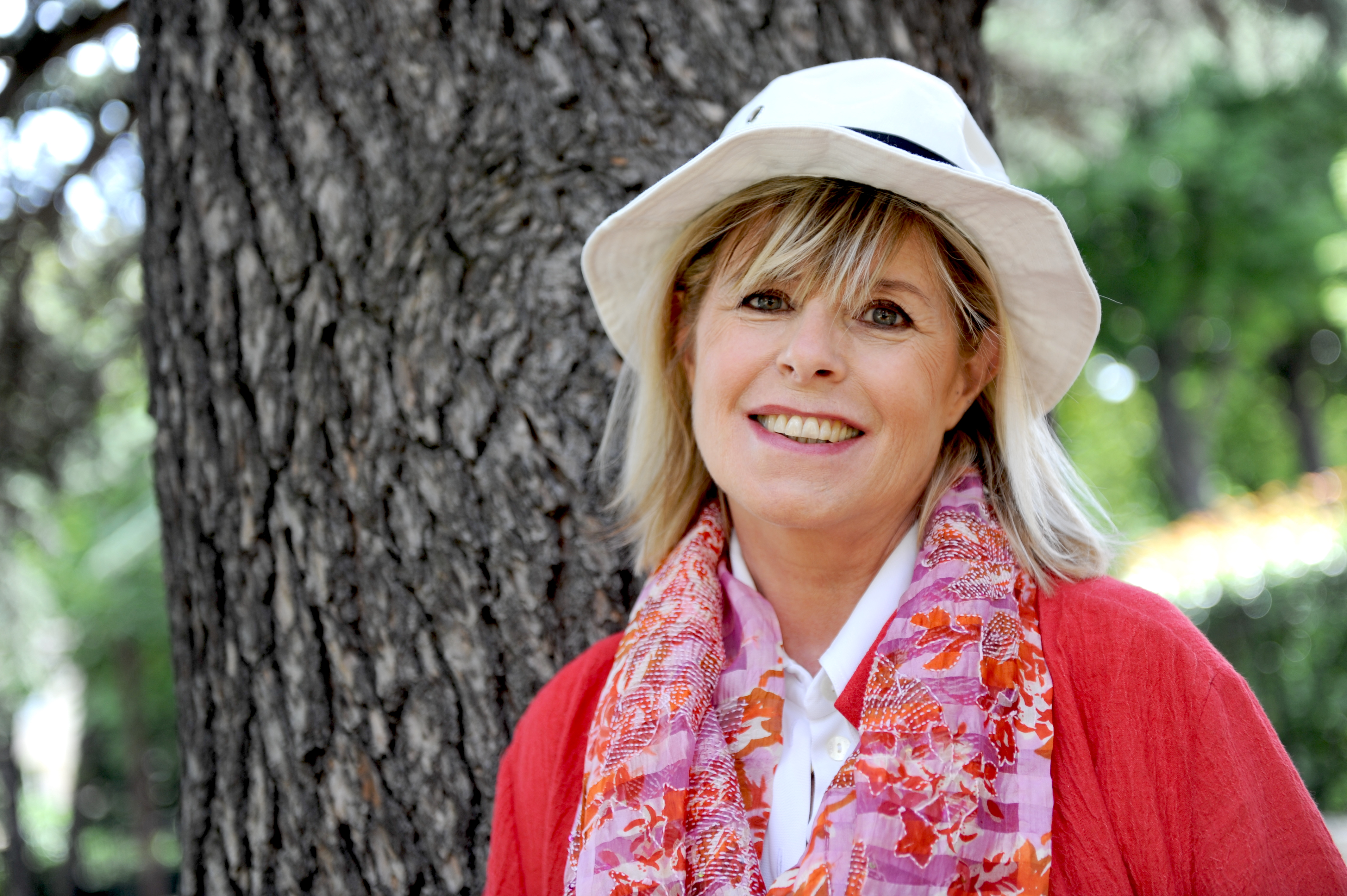
Katherine Pancol, le 16 juillet 2010 à Paris.

Mais c'est en 2006 qu'elle connaît un succès foudroyant avec le premier tome de ce qui va devenir une trilogie centrée sur la famille fictive Cortès. Son roman Les Yeux jaunes des crocodiles la propulse à nouveau au sommet des listes des meilleures ventes. Vendu à près de deux millions d'exemplaires, traduit en 31 langues, ce roman reçoit le prix Maison de la Presse en France, un prix des Lecteurs en Allemagne, le Lovelybooks-Leserspreis, et un prix de littérature contemporaine en Russie en 2007. Un succès que ne démentiront pas les deux autres livres de la série : en 2008 La Valse lente des tortues et en 2010 Les Écureuils de Central Park sont tristes le lundi.
Le 21 janvier 2011, le magazine professionnel Livres-Hebdo écrivait : « Qui n'a pas lu Katherine Pancol cette année ? Les écureuils de Central Park sont tristes le lundi arrive en tête des meilleures ventes des romans avec 389 400 exemplaires vendus, précédant La Carte et le Territoire de Michel Houellebecq (360 900 ventes), prix Goncourt 2010. »
En janvier 2012, Pancol est promue officier des Arts et des Lettres. En novembre de la même année, est annoncée la future adaptation au cinéma de son roman Les Yeux jaunes des crocodiles. Le film sort en 2014, également sous le titre Les Yeux jaunes des crocodiles.
Pancol poursuit l'histoire de la famille Cortès et de son entourage dans la trilogie Muchachas — dont les trois volumes sont publiés en rafale en février, avril et juin 2014 — et dans le roman Trois Baisers, sorti en 2017.

### Après les Cortès
Le premier roman de Pancol depuis plus d'une décennie en dehors de l'univers de Cortés, Bed Bug, voit le jour aux éditions Albin Michel en 2019.
Katherine Pancol partage sa vie aujourd'hui entre la Normandie et Paris.

## Ventes
Katherine Pancol fait partie des trois auteurs français les plus vendus en 2012. En 2011, elle se plaçait déjà à la troisième place du classement du Figaro avec 1 213 000 exemplaires vendus.
Au premier semestre 2010, elle est, selon le cabinet GFK, en tête des ventes des auteurs français devant Marc Levy, Guillaume Musso et Anna Gavalda.
Les yeux jaunes des crocodiles, publié en 2006, a été vendu à plus d’un million d’exemplaires et a remporté le prix Maison de la Presse en 2006. En 2007, les éditions Gorodets Publishing ont attribué le prix de meilleur auteur 2007 à la romancière. Les Yeux jaunes des crocodiles a été traduit en différentes langues : en russe, en chinois, en ukrainien, en italien, en polonais, en coréen, en vietnamien, en néerlandais et en allemand.

## Réception critique
L'œuvre littéraire de Katherine Pancol reçoit un accueil critique très contrasté.

### Critiques positives
François Nourissier, de l’Académie Goncourt, saluait dans Le Point : « Un ton juste et déchirant. Une vraie invention langagière, un modernisme et une trépidation entraînants. Américanismes, liberté amoureuse, sentimentalité rigolote et délurée, tout y est ».
L'Express : « Katherine Pancol est une des romancières les plus aiguës, les plus talentueuses de sa génération. »
Ou encore Éric Neuhoff écrivait dans Le Figaro : « Les personnages de Mademoiselle Pancol sont absolument modernes. Leur siècle leur colle à la peau. Qu'elles soient caissières dans un supermarché ou délurées en minijupe, elles ont oublié les critères, les clichés. Ce sont des terreurs, des samouraïs. Prêtes à tout. », ainsi que Frédéric Launay dans Autrement dit : « si ses romans étaient signés par une Américaine... ce serait un autre regard qu'on porterait sur elle. C'est une conteuse hors pair qui sait comme personne trousser une histoire, des histoires, la vie quoi... »[réf. nécessaire]
Dans une grande enquête parue dans Livres-Hebdo sur le phénomène Pancol, on peut lire encore : « On est là dans un phénomène de livres qui fédère un très vaste public. C'est formidable mais en tant que professionnelle, ça me perturbe, je perds tous mes repères » avoue une libraire.

### Critiques négatives
Les journalistes critiques mettent principalement en avant la « légèreté » de ses ouvrages (Nelly Kapriélian dans Les Inrockuptibles, Arnaud Viviant sur France Inter, Philippe Lançon dans Libération, François Busnel dans France-Soir). L’écrivain Patrick Besson dans Le Point se moque des titres choisis et lui en suggère de nouveaux : « Les haricots ne cuisent pas tout seuls dans la casserole », entre autres propositions.
Dans Les Inrocks, on peut lire « Pancol veut nous faire gober qu’elle jongle avec les mots tout ça parce qu’elle connaît tous les noms des animaux de tous les pays ».
Le Monde, lui, décrit Les Écureuils de Central Park sont tristes le lundi comme un « livre facile à lire et facile à oublier ».
Dans Le Masque et la Plume, Arnaud Viviant dit y voir la « définition exacte du livre de plage : un objet facile à suivre, un peu volumineux et que l’on peut écorner, tacher ou perdre sans trop de problème ».
Le Magazine Littéraire n'a jamais publié aucun article sur elle.
François Busnel sur France-Soir avoue ne pas apprécier le travail de l'autrice, qu’il se refuse à inviter dans ses émissions : « Elle n'a pas besoin de l'émission pour vendre et ce qu'elle raconte à la télé est pathétique ».
Livres-Hebdo résume ces différences d'opinions en titrant un article sur : « Le "K" Pancol ». L’autrice se défend en disant qu’elle « [a] été journaliste » et qu’elle « sai[t] comment ça fonctionne ».

### Romans
- 1979 : Moi d'abord, Seuil ; réédition Points, 2012
- 1981 : La Barbare, Seuil ; réédition Points-Seuil, 1995
- 1985 : Scarlett, si possible, Seuil ; réédition Points-Seuil, 1997
- 1990 : Les Hommes cruels ne courent pas les rues, Seuil ; réédition Points-Seuil, 1997
- 1993 : Vu de l’extérieur, Seuil ; réédition Points-Seuil, 1995
- 1998 : Encore une danse, Fayard ; réédition Livre de poche, 1999
- 1999 : J’étais là avant, Albin Michel
- 2001 : Et monter lentement dans un immense amour…, Albin Michel
- 2002 : Un homme à distance, Albin Michel
- 2003 : Embrassez-moi, Albin Michel
- 2006 : Les Yeux jaunes des crocodiles, (prix Maison de la Presse 2006), 2006, Albin Michel  (ISBN 978-2-226-16998-3) ; format poche : 2007, Le Livre de poche  (ISBN 978-2-253-12120-6)
- 2008 : La Valse lente des tortues, 2008, Albin Michel  (ISBN 978-2-226-18231-9) ; format poche : 2009, Le Livre de poche  (ISBN 978-2-253-12940-0)
- 2010 : Les Écureuils de Central Park sont tristes le lundi, 2010, Albin Michel  (ISBN 978-2-226-20831-6) ; format poche : 2011, Le Livre de poche  (ISBN 978-2-253-16195-0)
- 2014 : Muchachas, 2014, Albin Michel  (ISBN 978-2-226-25444-3) ; format poche : 2015, Le Livre de poche  (ISBN 978-2-253-19464-4)[32])
- 2014 : Muchachas 2, 2014, Albin Michel  (ISBN 978-2-226-25445-0) ; format poche : 2015, Le Livre de poche  (ISBN 978-2-253-19469-9)[33])
- 2014 : Muchachas 3, 2014, Albin Michel  (ISBN 978-2-226-25446-7) ; format poche : 2015, Le Livre de poche  (ISBN 978-2-253-01733-2)[34])
- 2017 : Trois baisers, 2017, Albin Michel  (ISBN 978-2226392046) ; format poche : 2019, Le Livre de poche  (ISBN 978-2-253-25949-7)[35])
- 2019 : Bed Bug, Albin Michel  (ISBN 2226440720)
- 2020 : Eugène et moi, Albin Michel
- 2023 : La Mariée portait des bottes jaunes, Albin Michel
- 2024 : Sous les platanes de Manhattan, Albin Michel (ISBN 9782226498496)

### Recueils
- Premiers Romans. Paris : Points, 2011, 1032 p.  (ISBN 978-2-7578-7062-4). Réunit : Moi d'abord, Scarlett, si possible et Vu de l'extérieur.
- Romans. Paris : Points n° 4186, 2015, 793 p.  (ISBN 978-2-7578-5638-3). Réunit : La barbare, Les hommes cruels ne courent pas les rues, Une si belle image.

### Anthologie
- Katherine Pancol présente 21 textes sur le sentiment amoureux : dire l'amour / préface Katherine Pancol ; notes, questions et après-texte par Sylvie Coly. Paris : Magnard, coll. "Classiques & contemporains" n° 173, 06/2016, 156 p.  (ISBN 978-2-210-75096-8)

### Biographie
- Une si belle image : Jackie Kennedy, 1929-1994. Paris : Le Seuil, 1994, 235 p.  (ISBN 2-02-023183-2). Rééd. "Points" n° 156, 1995, 240 p.  (ISBN 2-02-025909-5)

### Beau livre
- New York retrouvé. Ivry-sur-Seine : Ramsay, 1995, 140 p.  (ISBN 2-84114-146-2)[36],[37]

### Nouvelle
- "Annie ne se demande pas si elle est heureuse", La Nouvelle Revue Française n° 630 « Quelque chose de romanesque ? », 05/2018.  (ISBN 978-2-07-279094-2)

## Filmographie
En qualité de scénariste
- 1986 : Lili, petit à petit, sérié télévisée de 26 épisodes x 26 min. pour Canal+, réalisé par Philippe Galardi, scénario de Joëlle Goron et Katherine Pancol, avec Patricia Elig, Sabine Paturel, Annie Jouzier[38].
- 1997 : Bonne fête papa, téléfilm réalisé par Didier Fontan, scénario de Michèle Fitoussi et Katherine Pancol, avec Delphine Rich, Jean-Yves Berteloot et Pascale Arbillot, pour M6[38].

En qualité d'auteure adaptée
- 1989 : La Barbare, film réalisé par Mireille Darc, d'après le roman de Katherine Pancol, avec Murray Head, Ángela Molina et Aurélie Gibert.
- 2014 : Les Yeux jaunes des crocodiles, film réalisé par Cécile Telerman, d'après le roman de Katherine Pancol, avec Julie Depardieu, Emmanuelle Béart et Patrick Bruel.